# David Theo Goldberg
David Theo Goldberg, född 1952 i Sydafrika, är professor i litteraturvetenskap och kriminologi, lag och samhälle vid University of California.

## Utbildning och karriär
David Goldberg har utbildat sig inom filosofi och nationalekonomi och doktorerade i filosofi vid City University of New York. Han har arbetat som professor vid School of Justice studies vid Arizona State University, och sedan juli 2010 är han chef för University of California Humanities Research Institute (UCHRI), vilket är forskningsavdelning som ansvarar för hela humanvetenskaperna och den teoretiska forskningen inom ämnet vid University of California. Han är även professor inom kriminologi, lag och samhälle vid University of California, Irvine (UCI), och är "Fellow" vid UCI Critical Theory Institute.

### Övrigt
Innan Goldberg började sin karriär inom akademin producerade han independentfilmer och musikvideor (några av dessa visades på MTV), och samproducerade den prisbelönta kortfilmen The Island tillsammans med Michael Oblowitz.

## Forskning, projekt och övrigt engagemang
Goldberg är en ledande forskare inom Critical Race Theory och givit föreläsningar på förfrågningar om detta ämne vid universitet över hela världen. On the state of Race Theory: A Conversation with David Theo Goldberg. Goldbergs forskningsfält omfattar politisk teori, ras och rasism, etik, juridik och samhälle, kritisk teori, cultural studies och i allt större utsträckning digital humaniora.
Goldberg tog initiativ till University of California (UC) Humanities, Arts, and Social Sciences Technology Council som är en kommitté som den högst ansvariga för University of California. Han sitter också med i UC-kommittén som övervakar förvaltningen av forskningens resultat och data (inklusive bibliotek och digitala bibliotek) för universitetet.
Tillsammans med Cathy Davidson vid Duke University har Goldberg grundat Humanities, Arts, Science and Technology Advanced Collaboratory (HASTAC) för att underlätta samarbete mellan de olika vetenskaperna humaniora, konstvetenskap, samhällsvetenskap och teknik samt för sammanställning av forskningsframsteg, undervisning och arbetet med att nå ut till allmänheten (public outreach). Tillsammans har de två forskarna publicerat essäer som förespråkar en kreativ och dynamisk användning av digital teknik för att främja forskning, utbildning och lärande inom humaniora, konstvetenskap och samhällsvetenskap. Goldberg och Davidson har också samarbetat kring HASTAC-MacArthur Digital Media and Learning Competition, som är en årlig internationell tävling i lärandemetodik genom tillämpning av digital teknik. Vinnaren tilldelas 2 miljoner dollar. Goldberg är också verkställande direktör för Digital Media and Learning Hub.
Goldberg var en av de som grundade tidskriften Social Identities: Journal for the Study of Race, Nation and Culture.